# Ямбург (Ямало-Ненецкий автономный округ)
Я́мбург — посёлок в Надымском районе Ямало-Ненецкого автономного округа России.

## География
Ямбург расположен в 148,5 километрах к северу от полярного круга, на Тазовском полуострове, в районе впадения реки Нюдямонтопоепоко-Яха в Обскую губу. С 2014 года входит в пограничную зону РФ, которая в пределах ЯНАО установлена в полосе местности шириной 10 км от морского побережья.
Фактически представляет собой вахтовый посёлок общества «Газпром добыча Ямбург». Чтобы попасть в посёлок, нужен пропуск.

## Транспорт
Ямбург связан железнодорожной линией (не функционирует), с Новым Уренгоем. В посёлке находятся подъездные пути от расположенной немного южнее железнодорожной станции Ямбург. Железная дорога фактически не функционирует с 2015 года. Имеется аэропорт. На берегу Обской губы расположен порт.

## История
Посёлок Ямбург получил своё название от Ямбургского нефтегазоконденсатного месторождения, на котором он и был возведён газовиками в начале 1980-х годов.
Первый технологический поход к Ямбургскому месторождению, открытому геологами в 1969 году, состоялся в октябре 1980 года. Стояла задача проложить маршрут, установить металлические вешки. На двух вездеходах в путь отправились семеро работников газопромыслового управления «Надымгазпрома». Первые сто километров пути пролегали по наезженной дороге от посёлка газовиков Пангоды до самого дальнего, десятого, промысла на Медвежьем месторождении ПО «Надымгазпром». Далее — целина. На руках у первопроходцев имелась лишь приблизительная схема пути, но они сумели справиться с поставленной задачей.
Второй поход на Ямбург, осуществлённый строителями в навигацию 1981 года, завершился не особенно удачно. Строители прибыли к месту будущих промыслов по воде. Высадились чуть севернее, но оборудование, разгруженное с барж, так и не доставили к предполагаемому месту строительства посёлка: не хватило техники, чтобы пройти по зимнику.
В январе 1982 года на северной оконечности Медвежьего месторождения, в районе девятого промысла, была сформирована новая автотракторная колонна. Очередной пионерный выход на Ямбург происходил под контролем начальника производственного объединения «Надымгазпром» В. В. Стрижова. Снаряжением отрядов занимались руководители газопромыслового управления А. Г. Ананенков и З. С. Салихов. Руководителем санного поезда был назначен начальник производственно-диспетчерской службы ГПУ Григорий Павлович Заценко. На головном автомобиле колонны был закреплён транспарант «Даёшь Ямбург!».
Колонна преодолела, ориентируясь на вешки, 300 километров бездорожья и в ночь с 23 на 24 января высадилась на берегу реки Нюдямонтопоепоко-Яхи. Эта группа и выбрала место под строительство посёлка газодобытчиков Ямбург.
В сентябре 1984 года решением исполкома Тюменского областного совета народных депутатов был образован посёлок Ямбург Ныдинского сельского совета Надымского района. Тогда же организован трест «Ямбургстройгаздобыча», который занялся строительством посёлка и обустройством месторождения.
Утверждён генеральный план застройки Ямбурга. Первоначально он был рассчитан на город с населением в 30 тысяч человек, но в 1986 году правительством страны принято решение обустраивать и эксплуатировать Ямбургское нефтегазоконденсатное месторождение вахтовым методом. Такое решение стало результатом долгих и горячих споров теоретиков и практиков газодобычи. Примером вахтового метода разработки месторождений послужил опыт США по использованию вахтовых посёлков на Аляске.
Ранее, в 1950-х годах в Ямало-Ненецком национальном округе существовала фактория Ямбург, обозначенная на карте в статье об Ямало-Ненецком национальном округе во втором издании Большой Советской Энциклопедии, том 49, стр 558.
С 2005 до 2020 гг. относился к межселенной территории Надымского района, упразднённой в связи с преобразованием муниципального района в муниципальный округ.

## Население
| 1989 | 2002 | 2010 | 2011 | 2012 | 2013 | 2014 |
| ---- | ---- | ---- | ---- | ---- | ---- | ---- |
| 1303 | ↘283 | ↘10  | →10  | ↗888 | ↘832 | ↘617 |
| 2015 | 2016 | 2017 | 2018 | 2019 |      |      |
| ↗644 | ↘92  | →92  | ↗93  | ↗95  |      |      |

В переписи 2020/2021 году не учтён.

## Условия проживания
В Ямбурге постоянно находится около 5-6 тысяч человек, но никто из них не проживает там постоянно. Это вахтовый персонал предприятия «Газпром добыча Ямбург», либо подрядных организаций. Вахтовики работают на Ямбургском месторождении один или два месяца, после чего уезжают домой на межвахтовый отдых, который обычно длится около месяца.
Свободного доступа в Ямбург нет. На всех дорогах пропускной режим. Попасть в Ямбург можно при наличии заранее оформленного пропуска.
В застройке Ямбурга использовался финский опыт планирования северных поселений. Были возведены жилые дома гостиничного типа и общежития. Большинство работников проживает в модулях. Модуль — трёхэтажные корпуса четырёх общежитий, соединённых тёплыми переходами с общественным корпусом. Таких строений четыре. Чтобы не растопить лёд вечной мерзлоты (что приводит к погружению здания), строения возводятся на сваях. Между нижней частью здания и почвой имеется просвет не менее 1,5 м. Все коммуникации, включая водопровод и канализацию, проходят по воздуху на опорах.
В общественных корпусах располагаются зимние сады, столовые, магазины, кулинарии, игровые помещения, спортзалы.
В посёлке есть культурно-спортивный комплекс, включающий в себя концертный зал на 500 мест, библиотеку, спортивный зал с трибунами на 200 мест, несколько тренажёрных залов, 25-метровый бассейн.
В Ямбурге возведён православный храм Апостола Иоанна Богослова, — один из самых северных на планете. В августе 2001 года в посёлке побывал Патриарх Московский и всея Руси Алексий II и освятил церковь.
Ямбург располагает мощной медсанчастью с современным оборудованием. Есть поликлиника, пункт скорой помощи, больница, аптека, отделение восстановительного лечения.
Ямбург имеет свой аэропорт, автобусную и железнодорожную станцию. Автобусная (ежедневно) и железнодорожная (не функционирует с 2015 года) связь через Новый Уренгой. В Новом Уренгое расположен аппарат управления предприятия.

## Галерея
- Въездная стела
- Порт
- Железнодорожная линия в Ямбурге.
- Центр посёлка